# Bussière-Poitevine
Pour les articles homonymes, voir Bussière.
Bussière-Poitevine (Bussiére en occitan) est une ancienne commune française située dans le département de la Haute-Vienne, en région Nouvelle-Aquitaine. Le 1er janvier 2019, elle a fusionné avec les communes de Darnac, Saint-Barbant et Thiat pour former la commune nouvelle de Val-d'Oire-et-Gartempe,.

## Géographie

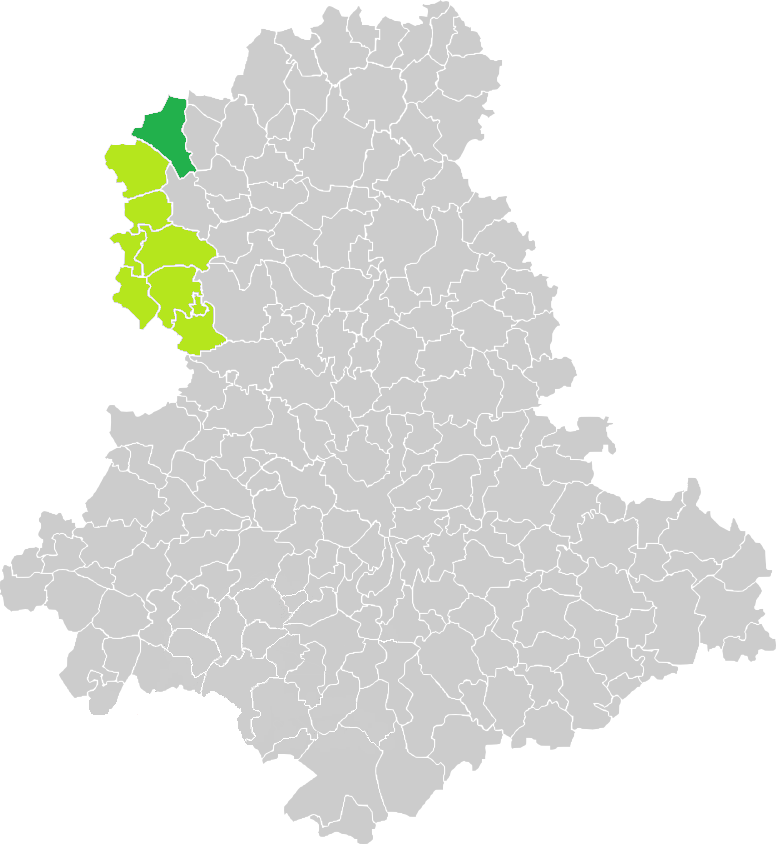
Situation de la commune de Bussière-Poitevine en Haute-Vienne.

Les limites de la commune sont définies par la Gartempe à l'est sur 12,5 km, au sud-ouest par le ruisseau la Franche d'Oire Rau, au nord-ouest par le parcellaire et au nord par le ruisseau de la Barre et le Parcellaire.
La commune est traversée par les routes RN 147 (Poitiers - Limoges) et RD 942 (ex-RN 142) (Poitiers - Guéret). Au nord-ouest, se trouve la forêt du Defant. Le territoire communal est arrosé par la rivière Gartempe.
|                                        | Lathus-Saint-Rémy (Vienne) | Thiat (Val-d'Oire-et-Gartempe)  |
| Adriers (Vienne)                       | Bussière-Poitevine         | Darnac (Val-d'Oire-et-Gartempe) |
| Saint-Barbant (Val-d'Oire-et-Gartempe) | Saint-Bonnet-de-Bellac     | Saint-Sornin-la-Marche          |

## Toponymie
Le nom de Bussière vient de buis. Il existe un village qui s'appelle les Buis sur la commune, et Poitevine est expliqué par le rattachement de la commune au diocèse de Poitiers jusqu'en 1801. Depuis, à celui de Limoges.
Durant la Révolution, la commune porte le nom de Bussière-l'Égalité.

## Histoire
Jean de la Lande, qui était seigneur de Bussière-Poitevine, obtint l'autorisation d'édifier la grosse tour du château de Busserolles, le 4 février 1470.
À Champagnac existait un premier château, détruit au début du XIVe siècle par les Anglais. Un second fut construit à la fin du même siècle par le comte de la Marche, Pierre de Bourbon et une chapelle fut édifiée en l'honneur de saint Blaise.
Le château de Lavaud aurait été construit au XVe siècle.
Le 1er janvier 2019, elle a fusionné avec les communes de Darnac, Saint-Barbant et Thiat pour former la commune nouvelle de Val-d'Oire-et-Gartempe,.

## Politique et administration

### Liste des maires
| Période                                  | Période  | Identité     | Étiquette | Qualité |
| ---------------------------------------- | -------- | ------------ | --------- | ------- |
| Les données manquantes sont à compléter. |          |              |           |         |
| janvier 2019                             | En cours | André Dubois |           |         |

| Période                                  | Période       | Identité           | Étiquette | Qualité |
| ---------------------------------------- | ------------- | ------------------ | --------- | ------- |
| Les données manquantes sont à compléter. |               |                    |           |         |
| 1913                                     | ?             | Docteur Marchadier |           |         |
| mars 1989                                | février 1995  | Marc Ranger        |           |         |
| mars 1995                                | 2001          | Jean Michelet      |           |         |
| mars 2001                                | 2008          | René Petit         |           |         |
| mars 2008                                | décembre 2018 | André Dubois       |           |         |

### Jumelages
- Mothern (France).

## Démographie
L'évolution du nombre d'habitants est connue à travers les recensements de la population effectués dans la commune depuis 1793. Pour les communes de moins de 10 000 habitants, une enquête de recensement portant sur toute la population est réalisée tous les cinq ans, les populations de référence des années intermédiaires étant quant à elles estimées par interpolation ou extrapolation. Pour la commune, le premier recensement exhaustif entrant dans le cadre du nouveau dispositif a été réalisé en 2007.

En 2016, la commune comptait 853 habitants, en évolution de −8,08 % par rapport à 2010 (Haute-Vienne : −0,68 %, France hors Mayotte : +2,11 %).
| 1793  | 1800  | 1806  | 1821  | 1831  | 1836  | 1841  | 1846  | 1851  |
| ----- | ----- | ----- | ----- | ----- | ----- | ----- | ----- | ----- |
| 2 003 | 1 921 | 1 621 | 1 751 | 2 045 | 2 101 | 2 033 | 2 198 | 2 235 |

| 1856  | 1861  | 1866  | 1872  | 1876  | 1881  | 1886  | 1891  | 1896  |
| ----- | ----- | ----- | ----- | ----- | ----- | ----- | ----- | ----- |
| 2 189 | 2 305 | 2 267 | 2 257 | 2 343 | 2 276 | 2 408 | 2 351 | 2 324 |

| 1901  | 1906  | 1911  | 1921  | 1926  | 1931  | 1936  | 1946  | 1954  |
| ----- | ----- | ----- | ----- | ----- | ----- | ----- | ----- | ----- |
| 2 465 | 2 351 | 2 256 | 1 931 | 1 871 | 1 822 | 1 836 | 1 701 | 1 564 |

| 1962  | 1968  | 1975  | 1982  | 1990  | 1999 | 2006 | 2007 | 2012 |
| ----- | ----- | ----- | ----- | ----- | ---- | ---- | ---- | ---- |
| 1 429 | 1 330 | 1 160 | 1 120 | 1 019 | 960  | 957  | 956  | 886  |

| 2016 | - | - | - | - | - | - | - | - |
| ---- | - | - | - | - | - | - | - | - |
| 853  | - | - | - | - | - | - | - | - |

## Trafic

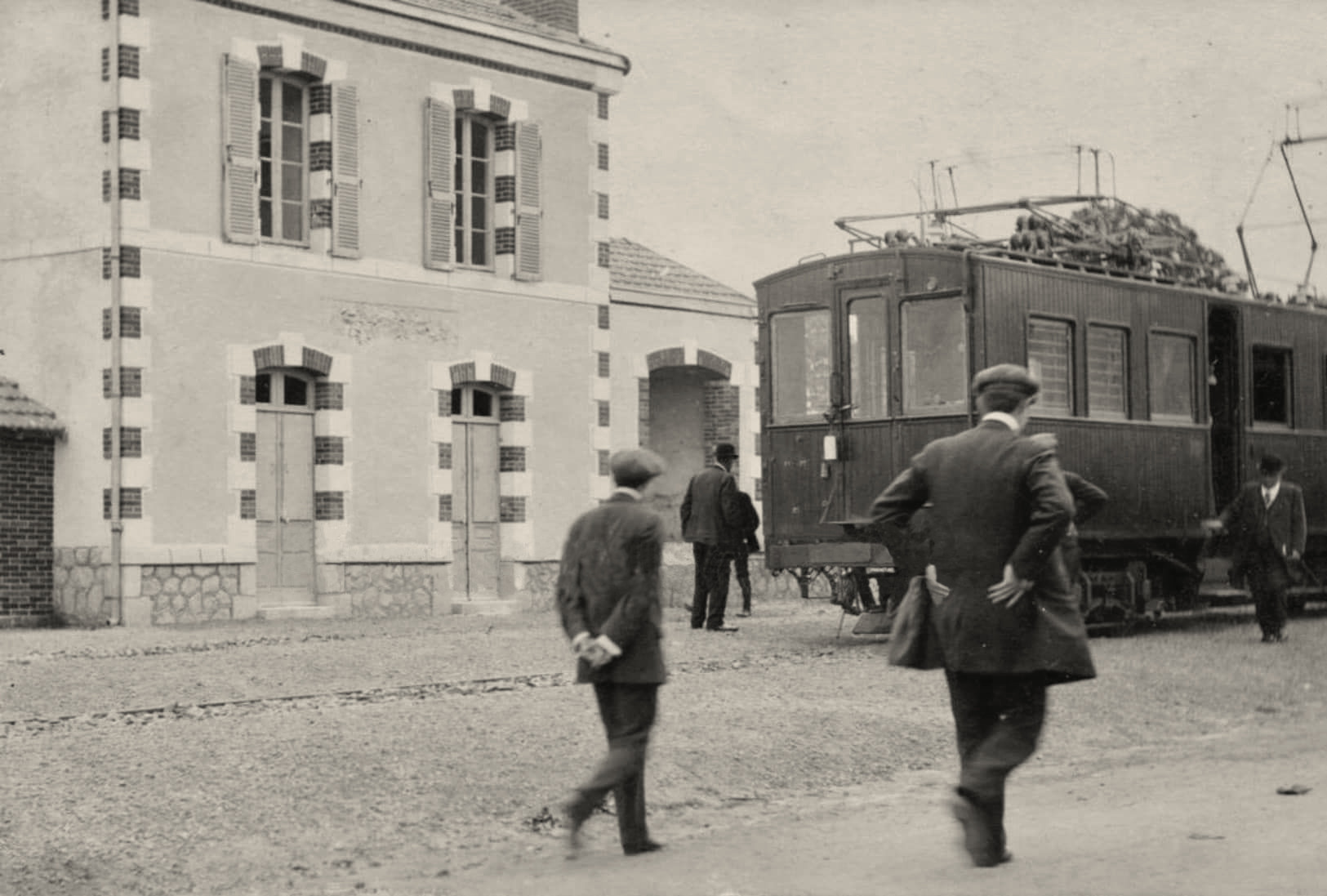
Bussière-Poitevine - La gare de Chemins de fer départementaux de la Haute-Vienne.

La ligne de chemin de fer de Rancon à Bussière-Poitevine, ouverte en 1912 et électrifiée en courant alternatif 10 kilovolts, est fermée en 1937 (gares : Rancon (correspondance pour Limoges et Saint-Sulpice-les-Feuilles), Blanzac, Bellac (correspondance pour Poitiers et Limoges), Saint-Bonnet-de-Bellac, Bussière-Poitevine (correspondance pour La Tuilière)).

## Culture locale et patrimoine

### Lieux et monuments
- Église Saint-Maurice où l'on peut voir un fer à hosties[11] et une dalle funéraire (gisant d'un chevalier)[12].

L'édifice a été inscrit au titre des monuments historiques en 1926.

### Personnalités liées à la commune
- Les arrière-grands-parents de François Mitterrand dont les parents de Pétronille Laroche sont instituteurs limousins ; lui, Joseph Laroche est né à Limoges, elle, Marguerite du Soulier de Clareuil est née à Bussière-Poitevine et décédée à Flavignac, au château de Faye.
- Eugène Pressat (1821-1901), homme politique français y est né.

### Héraldique
| Blason de Bussière-Poitevine | Blason  | D'azur au templier vêtu et coiffé de mailles d'argent, croisé et ceinturé de gueules, accosté de deux rameaux de buis d'or, au chef d'argent chargé de trois croisettes ancrées de gueules. |
| Blason de Bussière-Poitevine | Détails | |